# Catecismo Maior de Westminster
O Catecismo Maior de Westminster, formulado pela Assembleia de Westminster, no século XVII, é um catecismo de orientação calvinista, composto de 196 questões. Junto da Confissão de Fé de Westminster e do Breve Catecismo, compõe os símbolos de fé dos protestantes ao redor do mundo. 

## História
Em 1643, quando o Long Parliament da Inglaterra convocou a Assembleia de Westminster para produzir Confissão de Fé, ele também requisitou diretrizes de "Catecismo". A Assembleia pediu a Herbert Palmer para produzir um esboço do Catecismo Maior, mas Robert Baillie e outros delegados escoceses ficaram decepcionados com o trabalho. Em dezembro de 1643 um comitê foi organizado para escrever o Catecismo e, em janeiro de 1647, a Assembleia desistiu de escrever um único catecismo e o dividiu em dois. O Breve Catecismo de Westminster deveria ser de "fácil leitura e conciso, para iniciantes" e o Catecismo Maior deveria ser "mais preciso e compreensivo". O Catecismo foi concluído pela Assembleia em 1647 e no ano seguinte foi adotado pela Assembleia Geral da Escócia. Em 1788 foi adotado (com modificações quando ao magistrado civil) pelo Sínodo Presbiteriano de Nova Iorque e Filadélfia e, no ano seguinte, pela Igreja Presbiteriana Unida (EUA). Em 1967 foi abandonado por esta, pela formulação de seu próprio "Livro de Confissões", mas manteve-se adotado pelas denominações sucessoras, como a Igreja Presbiteriana (EUA) junto ao livro de confissões desta, bem como os sucessores mais conservadores: Igreja Presbiteriana na América, Igreja Presbiteriana Ortodoxa, Igreja Presbiteriana Evangélica (EUA) e Igreja Presbiteriana Bíblica.